# Józef Mazur (1916–1980)
Józef Mazur, ps. Słyk (ur. 15 sierpnia 1916 w Górach, zm. 20 kwietnia 1980 w Lublinie) – polski działacz ruchu ludowego, komendant rejonu II obwodu Puławy Okręgu Lublin Batalionów Chłopskich.

## Życiorys
Urodził się jako syn Jana i Marii. Ukończył Szkołę Rolniczo-Handlową w Dęblinie oraz Szkołę Spółdzielczą w Bychawie. Był aktywnym działaczem ruchu ludowego, piastował stanowisko prezesa ZMW „Wici” w Puławach. Był rezerwistą 15 pułku piechoty „Wilków”, w szeregach którego walczył w kampanii wrześniowej. W 1940 rozpoczął działalność podziemną. Wstąpił Stronnictwa Ludowego „Roch” i Batalionów Chłopskich, w których objął stanowisko komendanta II rejonu obwodu Puławy. Brał udział w licznych akcjach bojowych, m.in. w atakach na pociągi urlopowy i amunicyjny pod Gołębiem oraz w walkach we wsi Barłogi.
Został awansowany do stopnia kapitana.
Został pochowany na cmentarzu przy ul. Lipowej w Lublinie.

## Ordery i odznaczenia
- Krzyż Srebrny Orderu Virtuti Militari
- Krzyż Walecznych
- Złoty Krzyż Zasługi z Mieczami
- Krzyż Partyzancki
- Krzyż Batalionów Chłopskich